# EDHEC Business School
EDHEC Business School este o Școală Europeană de Business cu multiple campusuri în locații precum: Paris, Londra, Lille, Nisa și Singapore. Înființată în 1906.
EDHEC a fost plasată pe locul 25 în rândul Școlilor europene de business, în 2015, potrivit clasamentului realizat de Financial Times. De asemenea, programul său MBA ocupă  locul 84 în lume.
Programele sale sunt triplu acreditate internațional prin AMBA, EQUIS și AACSB. Scoala de business se remarca prin absolvenți de renume în afaceri și politică precum: Delphine Arnault (Director Executiv Louis Vuitton) și Jean-Jacques Goldman (Cântăreț).